# Mesabolivar banksi
Mesabolivar banksi är en spindelart som först beskrevs av Moenkhaus 1898.  Mesabolivar banksi ingår i släktet Mesabolivar och familjen dallerspindlar. Inga underarter finns listade i Catalogue of Life.